# Филипович-Дубовик, Антоний Адам
Анто́ний А́дам Филипо́вич-Дубовик (Антон Адамович Филипович-Дубовик, также Антон Филипович-Дубовник, бел. Антоні Адам Філіповіч-Дубовік, лит. Antonas Filipovičius-Dubovnikas; 15 декабря 1865, Пётровщизна, Вилейский уезд — 18 декабря 1930, Вильна) — виленский строительный техник и архитектор, автор проектов множества частных домов и нескольких десятков костёлов в Литве и Белоруссии.

## Биография

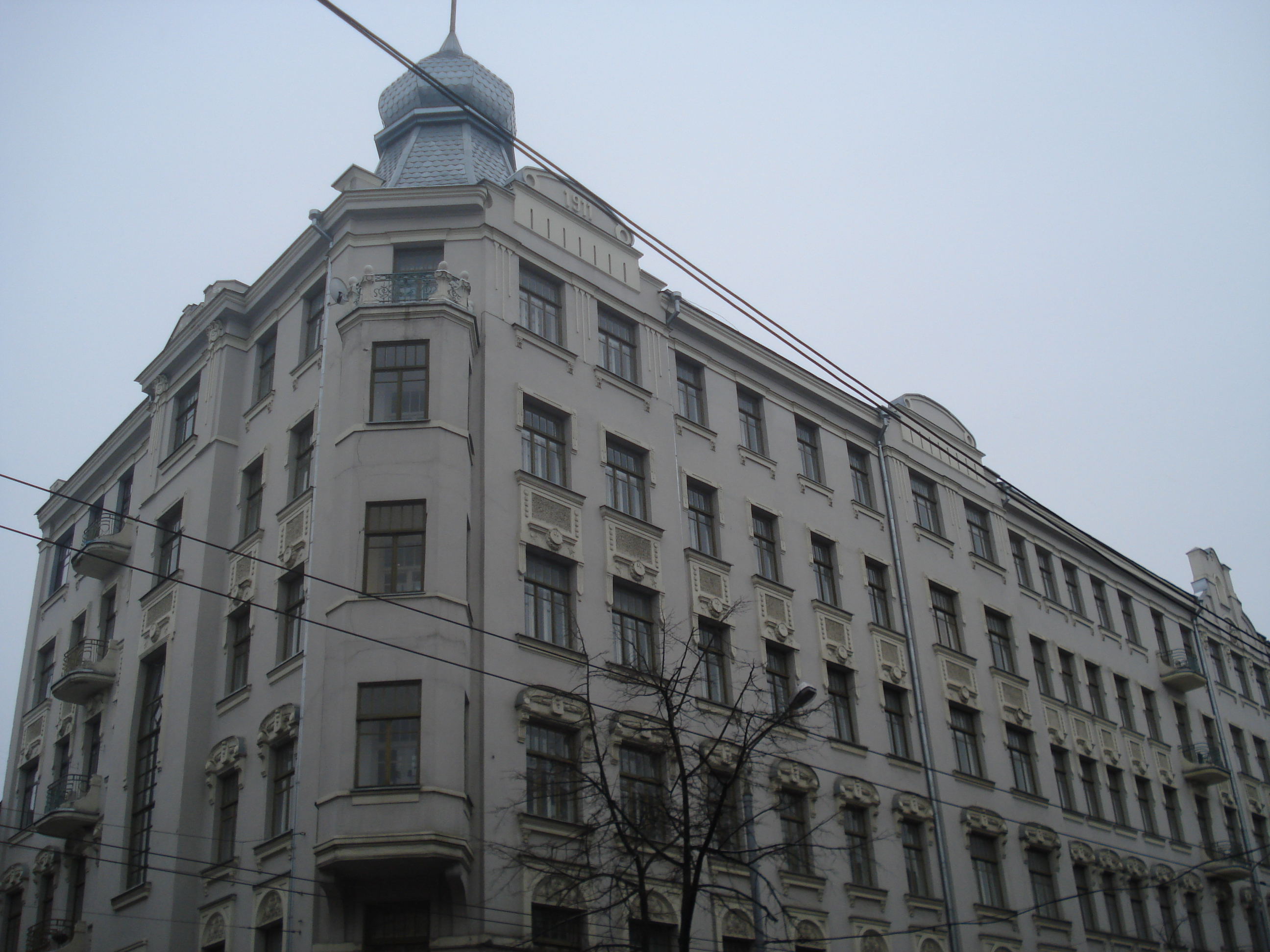
Дом Хаи Леи Кремер

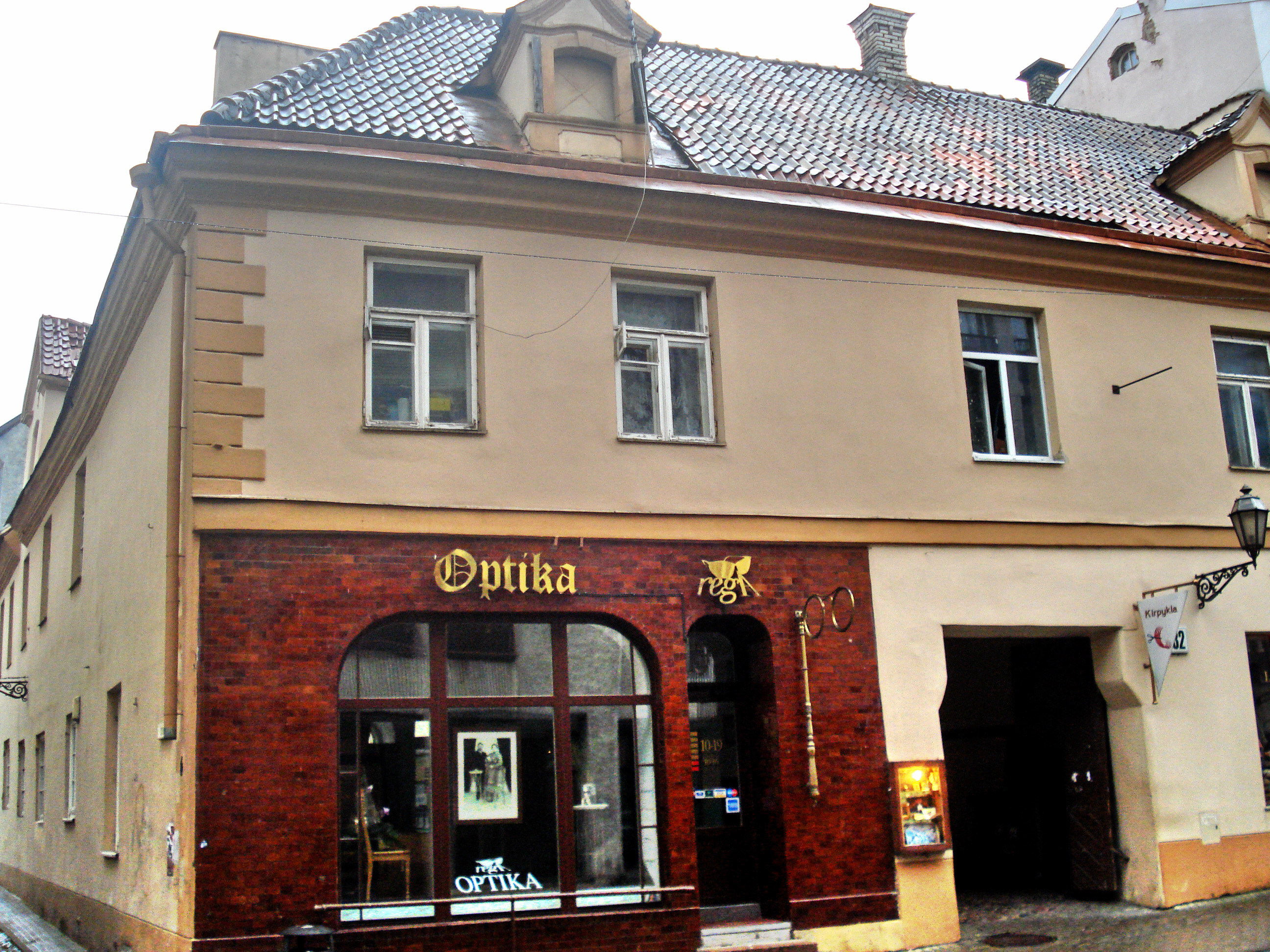
Пилес 32

Родился 15 декабря 1865 года в селе Петровщизна Кривичской волости Вилейского уезда, Виленская губерния (ныне - Мядельский район, Минская область, Беларусь) в семье дворян Минской губернии герба «Побог» Адама Филипович-Дубовика (род. 22 мая 1822) и его жены Изабеллы Смольской. Крещён в будаславском костёле 4 января 1866 года. У Антона Филипович-Дубовика было также два брата - Ян (род. в 1864) и Михаил (род. в 1871).
Окончил инженерные курсы в Виленском юнкерском училище. Работал в Минске, Белостоке, Бресте, Курске. Некоторое время работал в частном проектно-строительном бюро в Вильне «Конструктор» (бюро существовало с 1908 по 1930 год). В 1899—1910 годах помощник виленского городского архитектора и в этой должности осуществлял надзор над строительством различных зданий в Вильне, в том числе и дворца Радушкевича. Спроектировал свыше 230 зданий, из них 76 храмов в Белоруссии и Литве. Основные его проекты осуществлены в Вильне, где в начале XX века было построено по проектам Филиповича-Дубовика множество частных домов (около 160).
Ему принадлежит самый ранний образец стиля модерн в городе — его собственная вилла на горе Таурас (1903; улица М. Валанчяус 3), здание сложного асимметричного плана, с оконными проёмами в форме подковы и лепестка. Фасад украшают гибкие линии карнизов и декор с растительным орнаментом, характерный для стиля сецессии. Акцент высокого фронтона главного фасада составляет рельеф с гербом Филиповичей. Растительные мотивы архитектор сумел сочетать с реминисценциями форм барокко, которое в начале XX века стало пониматься как знак местной национальной и специально виленской традиции.
Реконструировал в новом стиле дом на углу улиц Пилес и Литерату в Вильне (1911); по его проекту часть фасада отделана глазурованными керамическими плитками.
Похоронен на кладбище Расу.

## Проекты
Построенные по проектам Филиповича-Дубовика здания имеют черты модерна и неоготики. Благодаря ему модерн в Вильнюсе приобрёл черты массового стиля с характерными приметами, такими как кованые металлические решётки балконов, резные двери, с датой или латинским приветствием „Salve“ на пороге. Строившиеся по проектам Филиповича-Дубовика храмы (Калтаненай, Бутримонис, Папарчяй, Новая Вильня; 1903—1919) сравнительно небольших размеров, стройных пропорций, в неоготическом стиле.

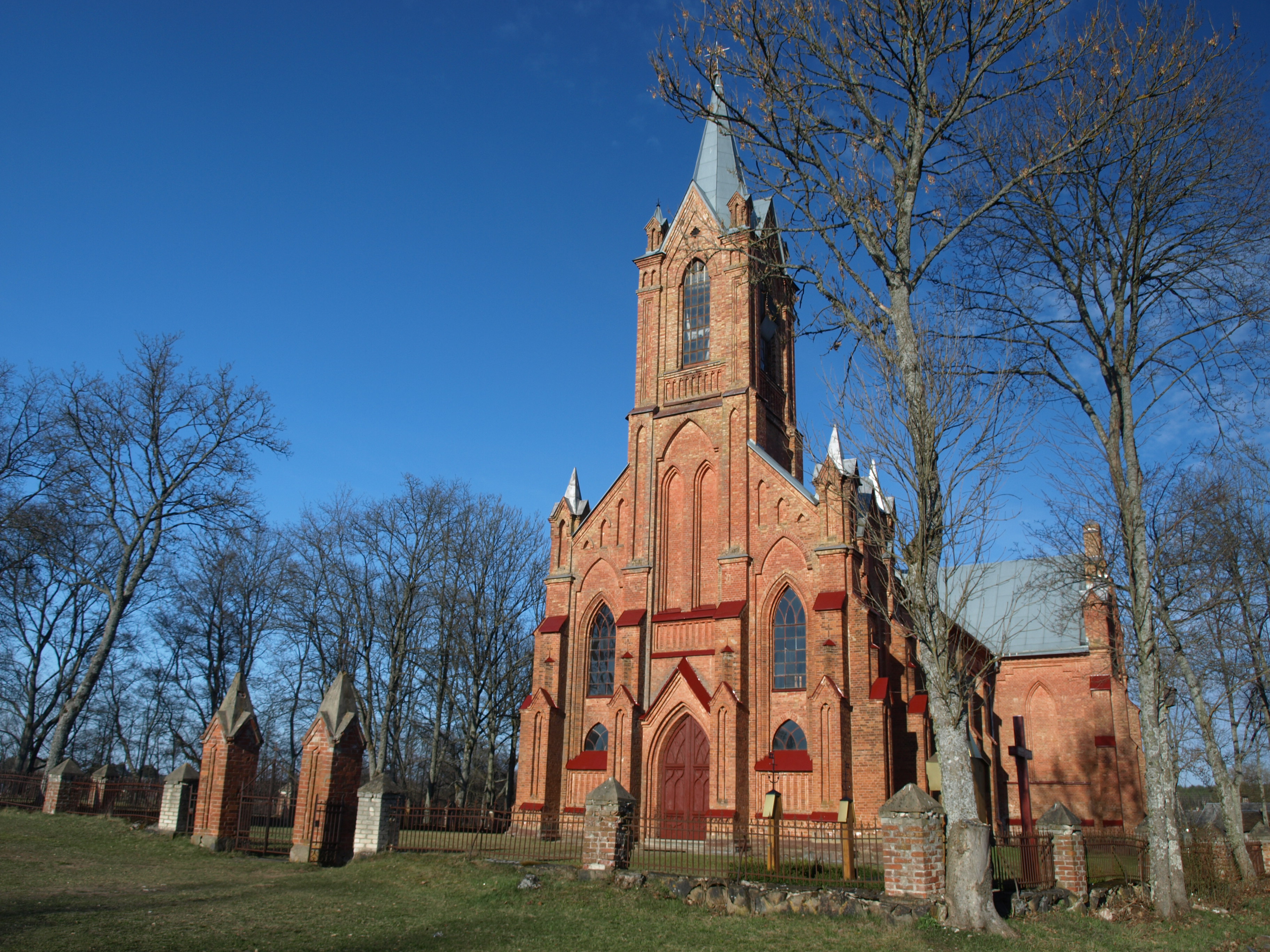
Костёл Девы Марии (Калтаненай, 1903–1909)
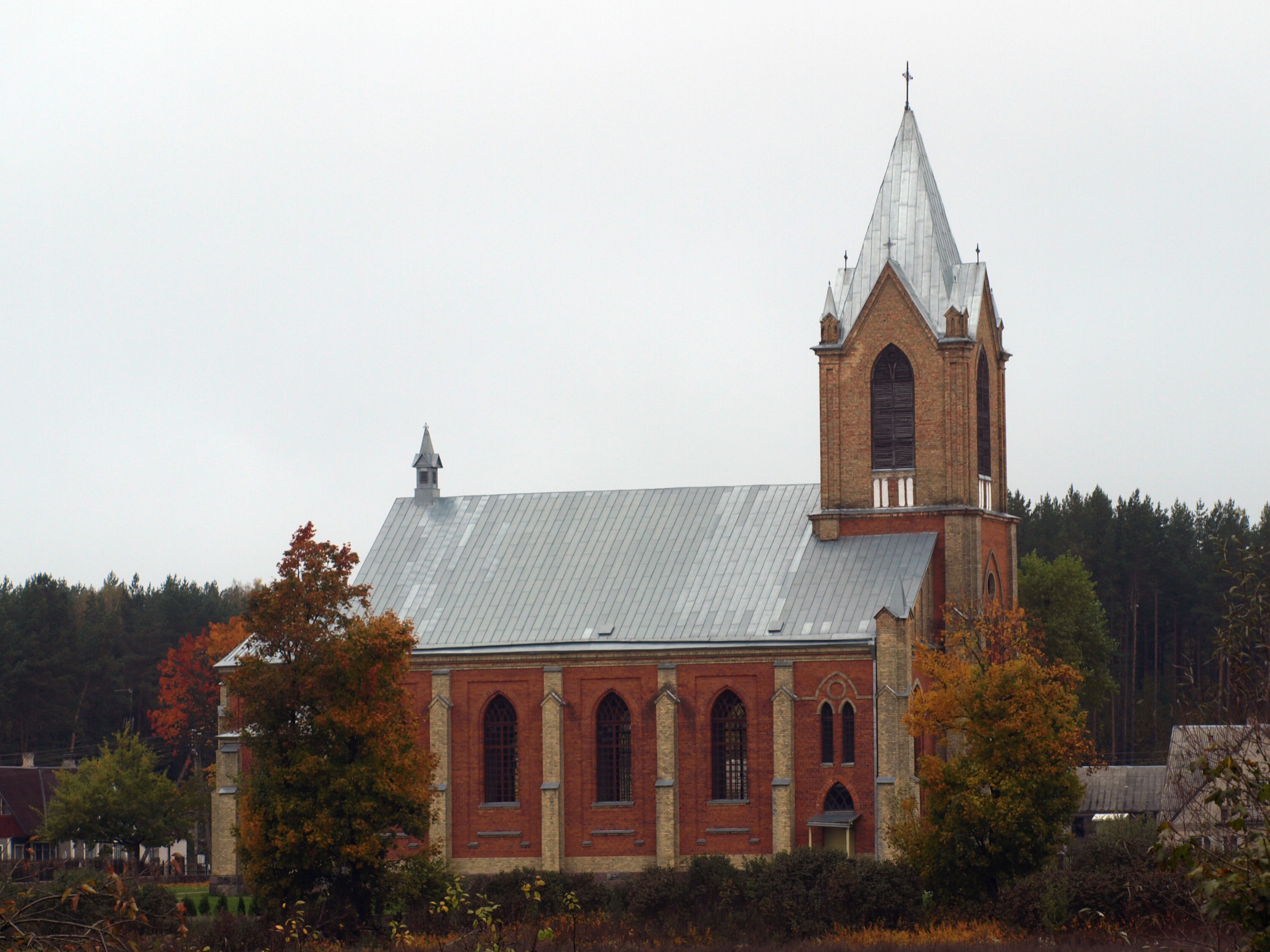
Костёл Преображения Господня (Парудаминис, 1906—1922)
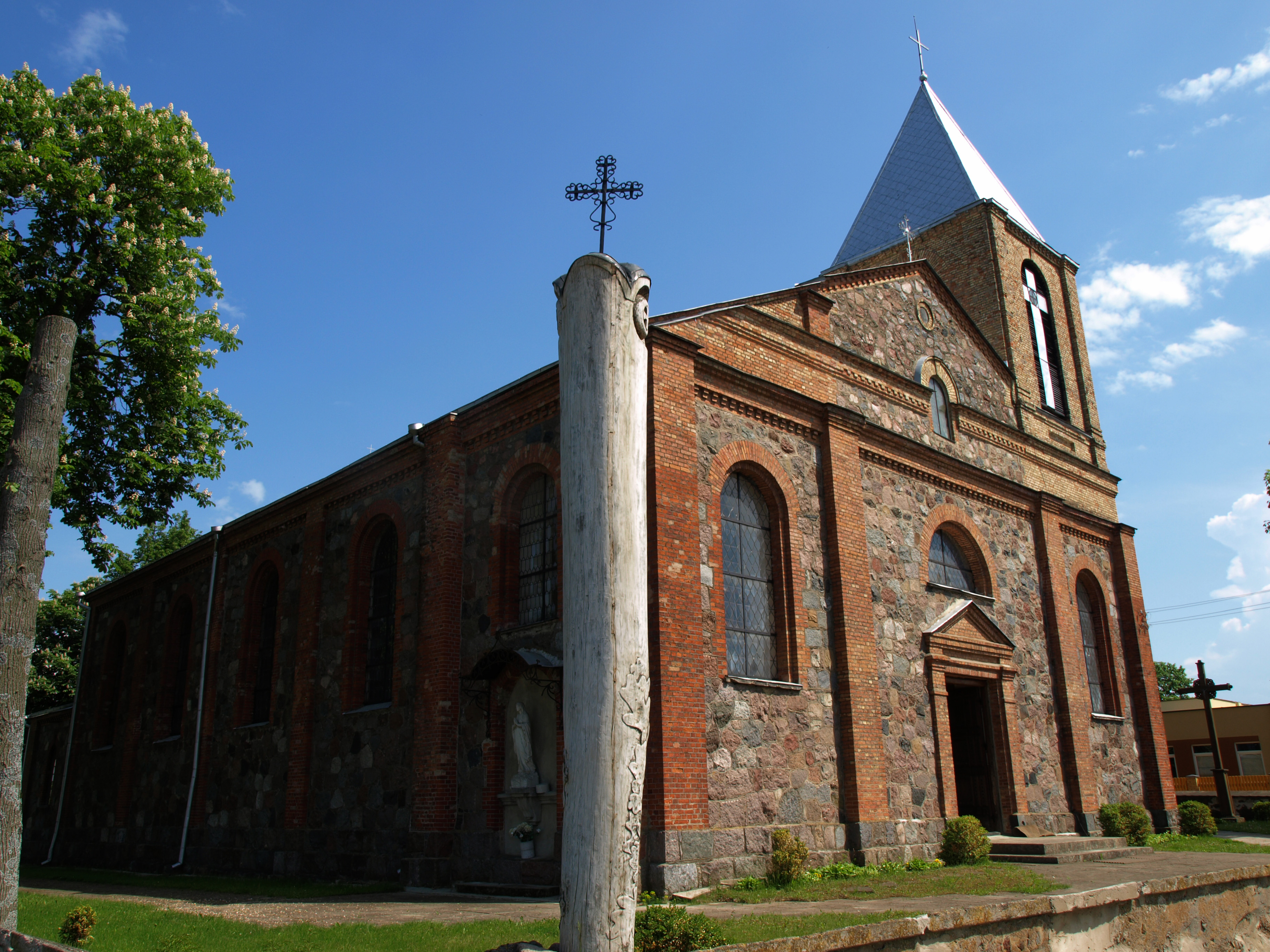
Костёл Спасителя (Бутримонис, 1906—1926)
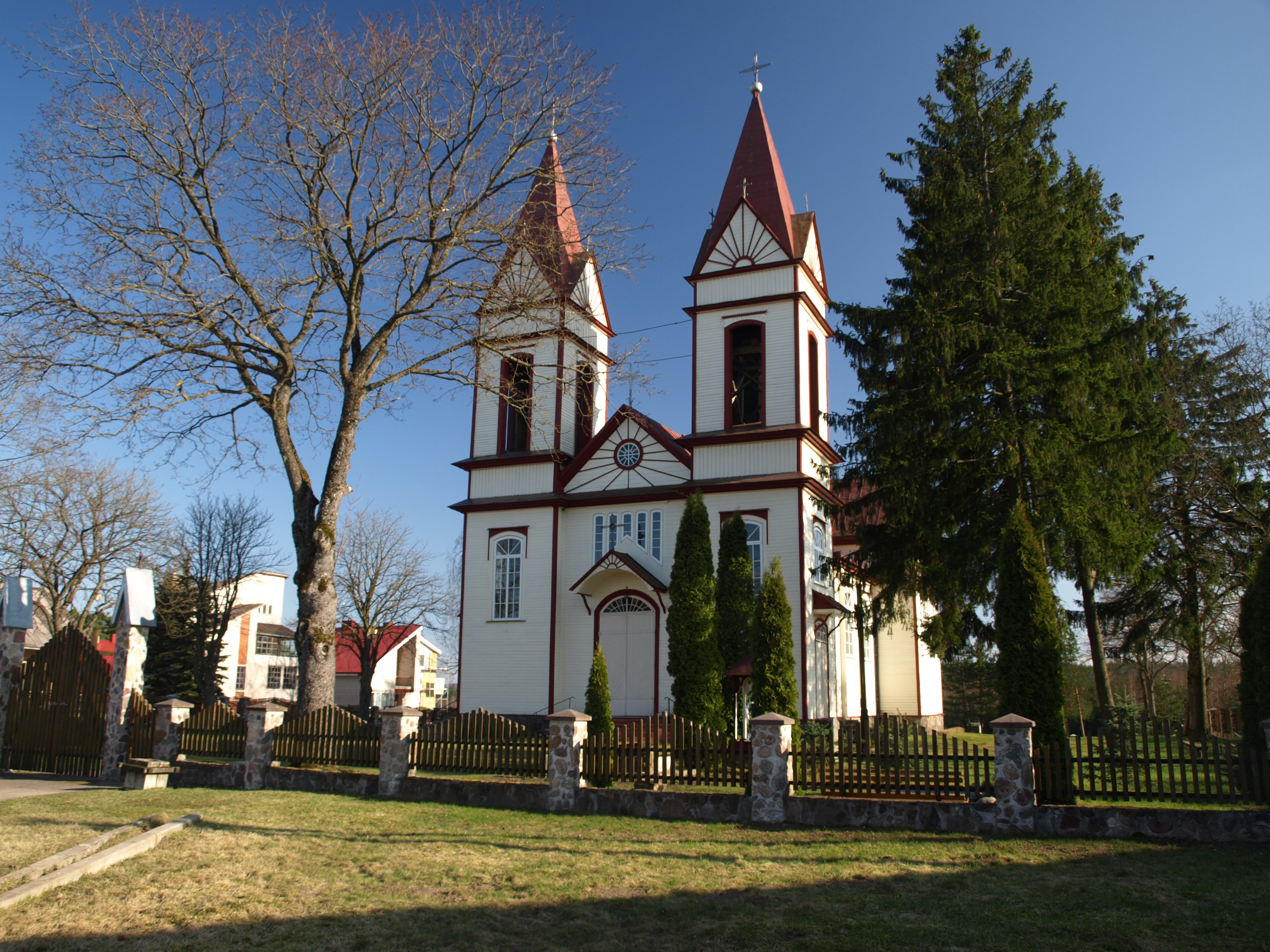
Костёл Преображения Господня (Аукштадварис, 1907—1913)

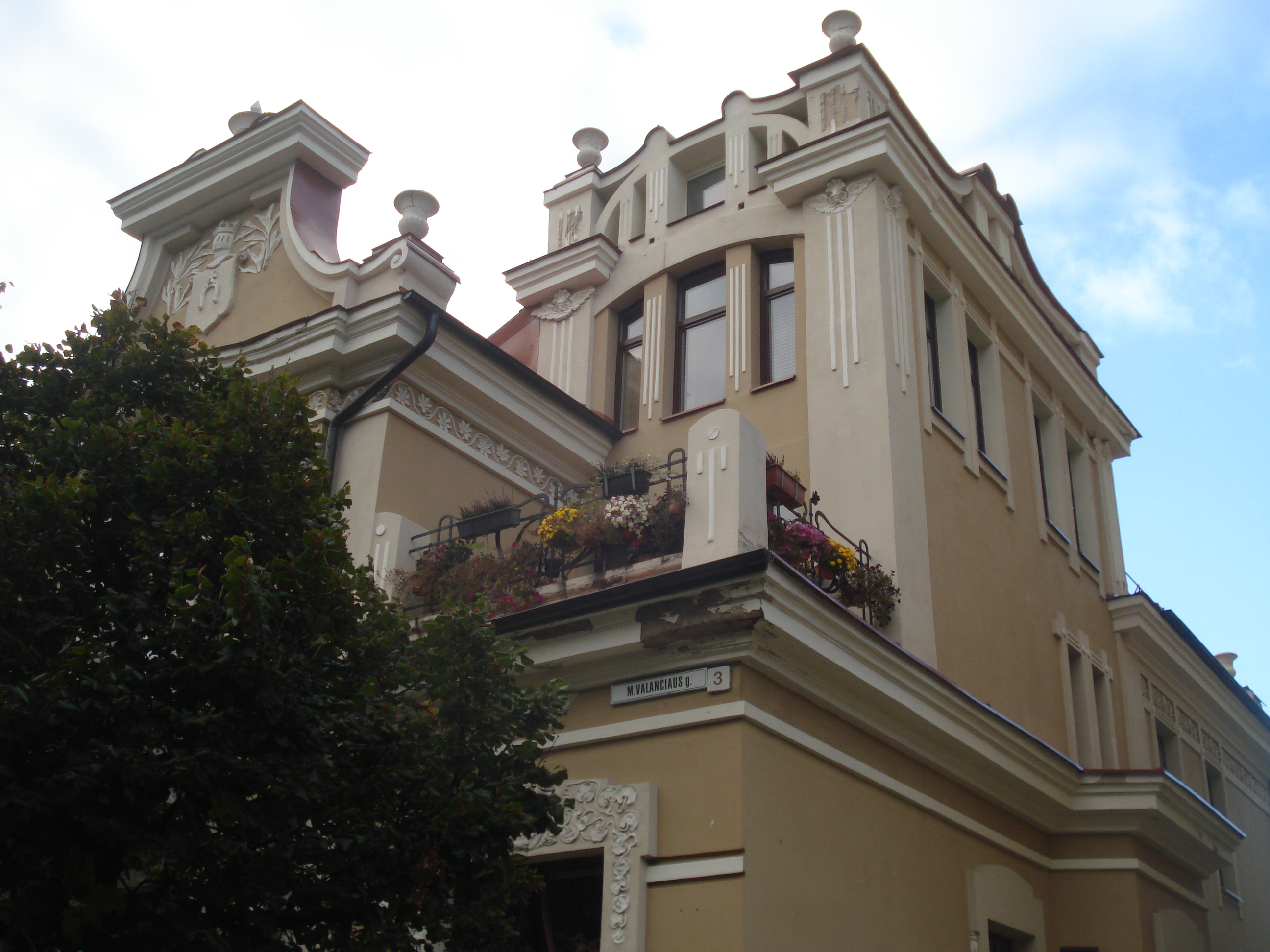
Собственная вилла (1903)

- Собственная вилла (1903; улица М. Валанчяус 3; M. Valančiaus g. 3) — самое первое проявление стиля модерн в Литве, с сочетанием растительных мотивов и реминисценциями барокко
- Многоквартирные доходные жилые дома в Вильнюсе:
Улица Клайпедос 4 (Klaipėdos g. 4), улица К. Калинауско (K. Kalinausko g. 15; 1910) с неоклассицистскими формами; улица З. Серакауско (Z. Sierakausko g. 5), улица Альгирдо 12 (Algirdo g. 12)

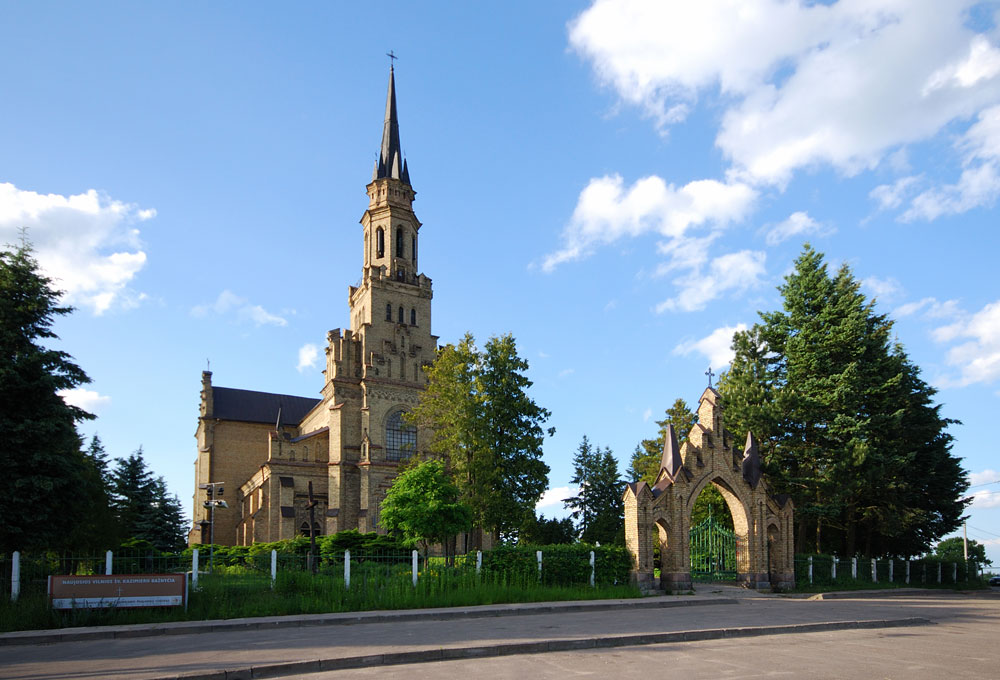
Костёл Святого Казимира (Новая Вильня, 1908)

- Крупный 6-этажный доходный дом Хаи Леи Кремер на улице Кауно 2 (Kauno g. 2) с двумя колодезными дворами и двумя лифтами. Архитектор в этом здании массового строительства применил элементы эклектичной архитектуры с деталями модерна (декор портальных дверей, расположение окон). Фасад оживляет срезанный угол с выступающим эркером и башенкой. Здание принадлежало Х. Л. Кремер, которая владела им до 1940 года. В межвоенный период угловое помещение занимала аптека Августовской (мебель аптеки ныне в Музее фармации в Каунасе)[3].
- Костёл Святого Казимира в Новой Вильне (1908), в неоготическом стиле.
- Четырёхэтажный дом братьев Холем на улице Пилимо 43 (Pylimo g. 43, 1912). Здание является охраняемым государством объектом культурного наследия регионального значения (код в Регистре культурных ценностей Литовской Республики 27983)[4].